# Byrkjelo
Byrkjelo är en tätort i Gloppens kommun i Vestland fylke i västra Norge. Orten ligger vid Europaväg 39. Här finns Breims skola.

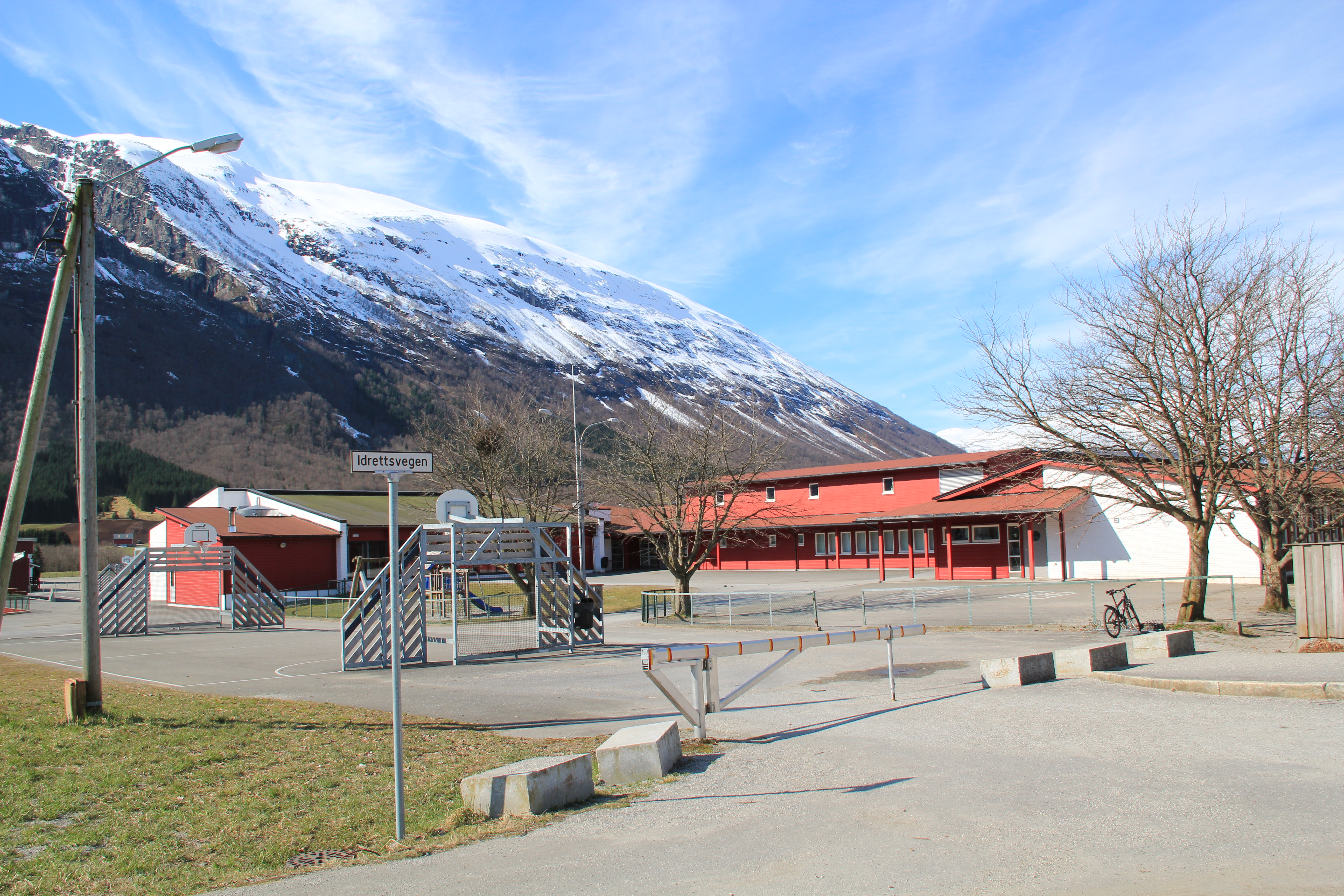
Breims skola.